# Julio Alberto Pérez
Julio Alberto Pérez Cuapio (Tlaxcala de Xicoténcatl, 30 juli 1977) is een Mexicaans voormalig wielrenner.

## Carrière
Pérez Cuapio was prof vanaf 2000 en reed zijn hele carrière voor de Italiaanse ploeg Ceramica Panaria, die in 2008 CSF Group-Navigare heette. Hij was een klimmer en behaalde zijn beste resultaten in de Ronde van Italië.
Pérez Cuapio brak door tijdens de Ronde van Italië van 2001. Hij won daar de koninginnenrit op de Passo Pordoi voor Gilberto Simoni, die hem de ritzege overigens cadeau deed. Het volgende jaar won hij weer twee etappes, allebei met aankomst bergop. Bovendien won hij de groene trui van het bergklassement.
Pérez Cuapio had de gewoonte zich in de eerste vlakke etappes te laten lossen, zodat hij in de bergetappes op achterstand van de klassementsrenners stond. Die lieten hem daardoor sneller zijn gang gaan, zodat hij makkelijker bergetappes kon winnen.

## Belangrijkste overwinningen
2000
- 10e etappe Ronde van Langkawi
- Bergklassement Ronde van Langkawi
- Grote Klimmersprijs

2001
- 13e etappe Ronde van Italië

2002
- 13e en 16e etappe Ronde van Italië
- Bergklassement Ronde van Italië

2003
- 2e etappe Wielerweek van Lombardije
- Eind- en bergklassement Wielerweek van Lombardije

2004
- 2e etappe Brixia Tour

2005
- Eindklassement Ronde van Trentino

2008
- 14e etappe Ronde van Costa Rica

## Resultaten in voornaamste wedstrijden
| Jaar | Ronde van Italië | Ronde van Frankrijk | Ronde van Spanje |
| ---- | ---------------- | ------------------- | ---------------- |
| 2000 | opgave           |                     |                  |
| 2001 | 45e (1)          |                     | 80e              |
| 2002 | 19e (2)          |                     |                  |
| 2003 | opgave           |                     |                  |
| 2004 | 33e              |                     |                  |
| 2005 | 95e              |                     |                  |
| 2006 | 42e              |                     |                  |
| 2007 | 40e              |                     |                  |
| 2008 | 76e              |                     |                  |

| Jaar | Ronde van Lombardije |  | WK op de weg |
| ---- | -------------------- |  | ------------ |
| 2000 |                      |  |              |
| 2001 |                      |  | opgave       |
| 2002 | opgave               |  |              |
| 2003 | opgave               |  |              |
| 2004 | opgave               |  | opgave       |
| 2005 |                      |  |              |
| 2006 | opgave               |  | opgave       |
| 2007 |                      |  |              |
| 2008 |                      |  |              |